# Lutjanus apodus
Lutjanus apodus es una especie de peces de la familia Lutjanidae en el orden de los Perciformes.

## Morfología
• Los machos pueden llegar alcanzar los 67,2 cm de longitud total y 10,8 kg de peso.

## Alimentación
Come peces, gambas, cangrejos, gusanos, gasterópodos y cefalópodos.

## Hábitat
Es un pez de mar de clima subtropical y asociado a los  arrecifes de coral que vive entre 2-63 m de profundidad.

## Distribución geográfica
Se encuentra desde Massachusetts (Estados Unidos) y Bermuda hasta la Isla de Trinidad y el norte del Brasil, hasta Guinea Ecuatorial.